# Bahnhof Orlamünde

## Lage
Der Bahnhof liegt am Streckenkilometer 47,354 der Bahnstrecke Großheringen–Saalfeld. Zudem ist er Ausgangspunkt der einer Zweigstrecke nach Pößneck, die früher noch nach Oppurg führte.
Er befindet sich im Ortsteil Naschhausen, am östlichen Rand des Stadtgebiets. Die Distanz zum Stadtkern beträgt etwa zwei Kilometer. Die unmittelbar angrenzenden Straßen die Bahnhofstraße und die Bundesstraße 88.
Ungefähr sechs Kilometer weiter nördlich befindet sich der Bahnhof Kahla. In südlicher Richtung ist die nächste Station der etwa vier Kilometer entfernte Haltepunkt Zeutsch. Auf der Orlabahn ist die erste Station der Haltepunkt Freienorla in nur 600 Metern Entfernung.

## Geschichte
Der Orlamünder Bahnhof wurde mit der Inbetriebnahme der Saalbahn am 1. Mai 1874 eröffnet. Er verfügte zunächst über zwei Bahnsteiggleise und ein Gütergleis. Die ersten Veränderungen ergaben sich 1884. Im darauf folgenden Jahr wurde eine Centesimalwaage eingebaut.
Am 1. Oktober 1889 ging die Orlabahn nach Pößneck in Betrieb. Dies hatte zur Folge, dass Orlamünde Trennungsbahnhof wurde. 1892 kam es zu einer erneuten Erweiterung des Bahnhofs. Dazu gehörte die Vergrößerung der Laderampe, die durch die zunehmende Holzverladung erforderlich wurde. Diese Ausdehnung behielt er bis 1999. Eine Wasserstation stellte anfangs die Wasserversorgung sicher. Erst kam eine Handpumpe zum Einsatz, später ein Pulsometer.
Die ersten Stellwerke entstanden nach 1907. Das Stellwerk Oo stammt aus dieser Zeit. Das andere Stellwerk wurde mit dem Bau das Wasserturms im Jahre ??? errichtet. Das Empfangsgebäude stammt aus der Privatbahnzeit, also vor Aufkauf der Saal-Eisenbahn-Gesellschaft durch preußischen Staat im Jahre 1895. Es ist  kaum verändert worden. Anlässlich der Olympischen Spiele in München wurde es 1971/72 neu verputzt. Dies geschah unter anderem auch mit dem Bahnhof Dornburg. Aus den durchfahrenden Zügen auf der Strecke Berlin–München sollten die Bahnhöfe einen gepflegten Eindruck machen. Ein Güterschuppen diente bis 1991 einer Firma zur Betonteilfertigung für die Deutsche Reichsbahn.

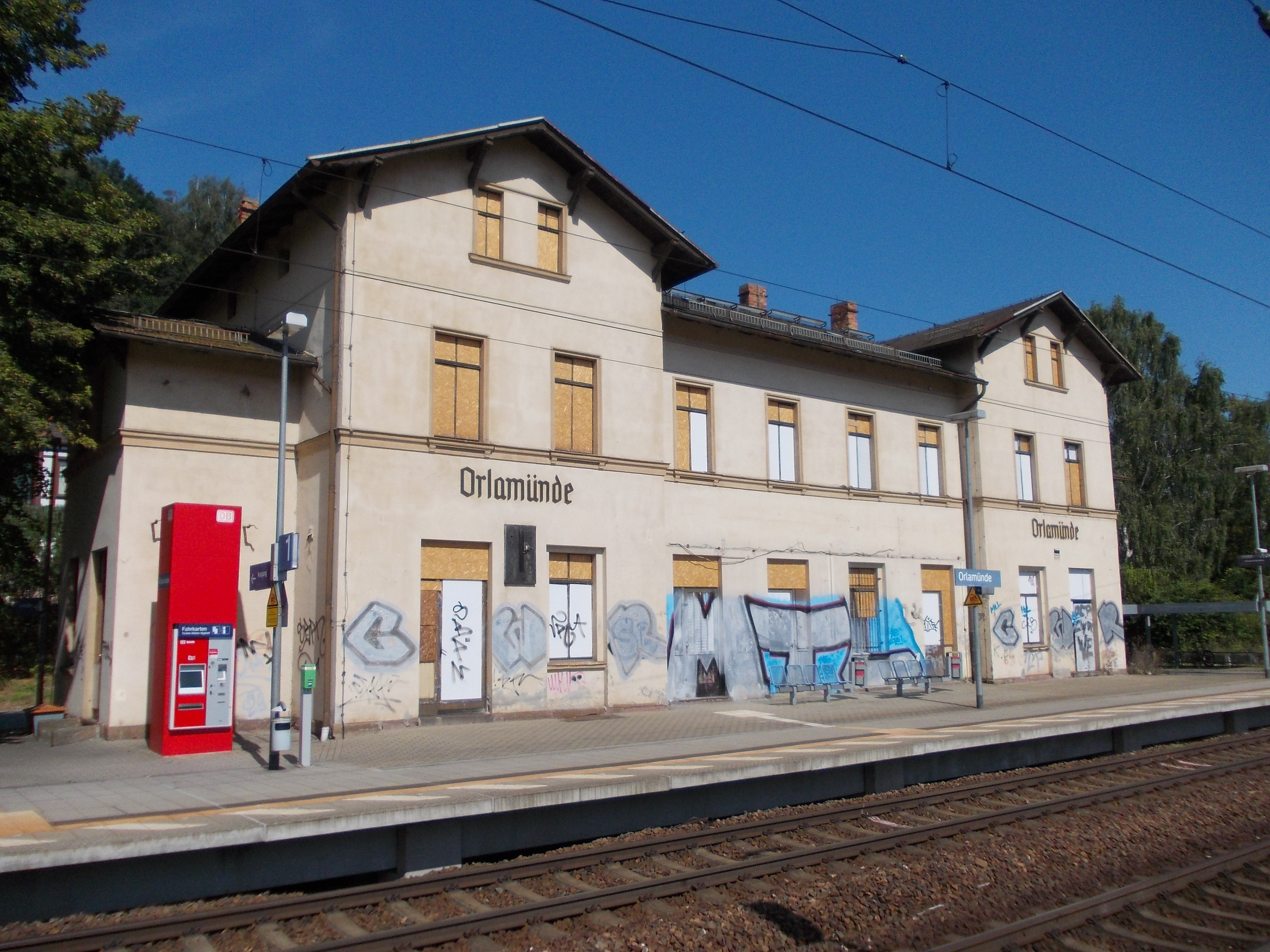
Empfangsgebäude, Gleisseite (2013)

In der Bereitstellung von Personen- und Güterzügen für die Orlabahn lag vor allem die Bedeutung für den Bahnhof Orlamünde. Im Dezember 1994 endete auf der Orlabahn der Güterverkehr und somit auch im Orlamünder Bahnhof. Seit 2001 sind fast alle Züge von Pößneck bis Jena Saalbahnhof durch gebunden, sodass das Umsteigen in Orlamünde entfällt.

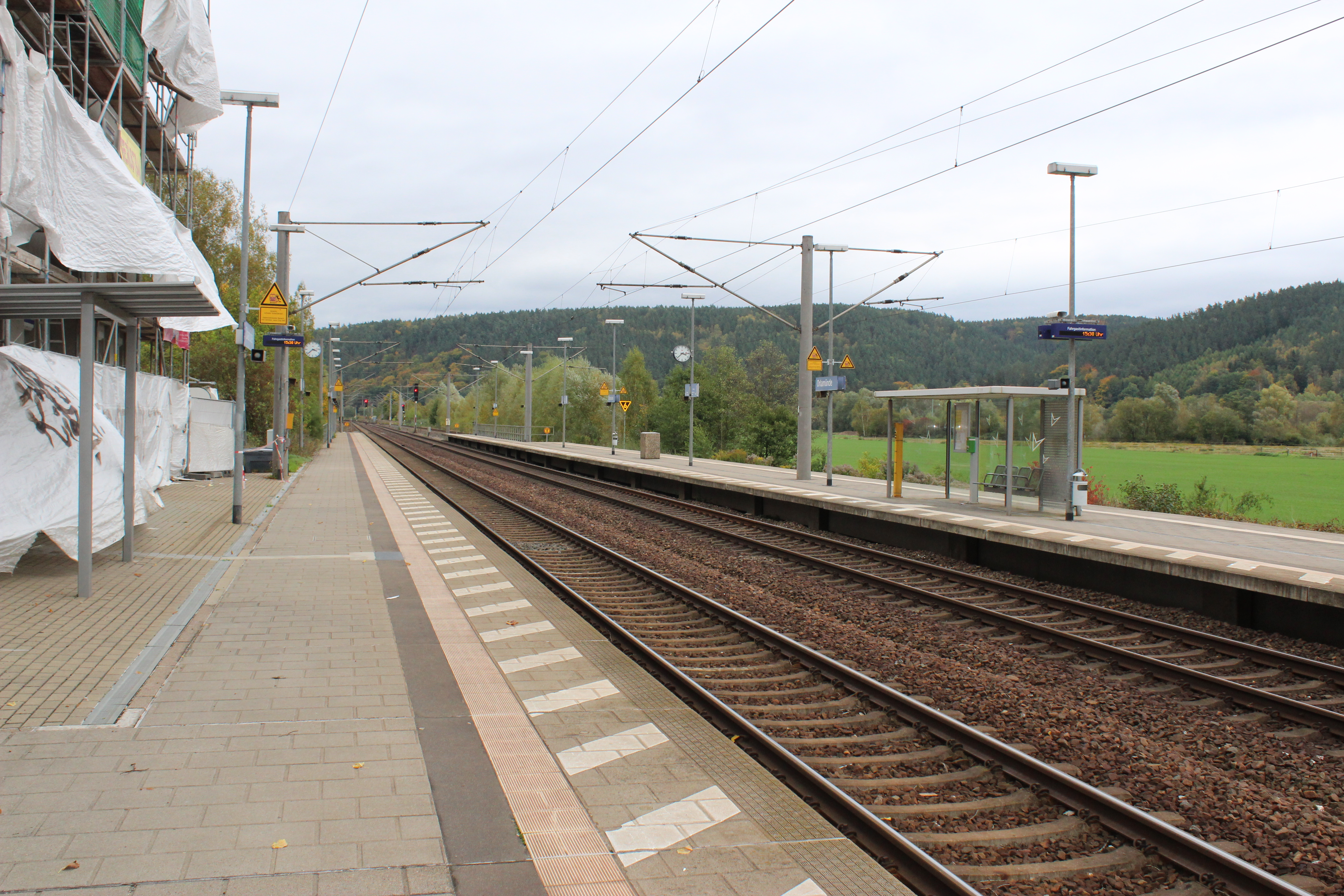
Bahnsteige (2017)

Nach 1990 kam es zu weiteren Veränderungen des Bahnhofs. 1994/95 folgte die Elektrifizierung. Zudem wurde der Wasserturm abgerissen. Für die neuen Fahrleitungsmasten musste Gleis 4 weichen. Zwischen Oktober 1999 und Mai 2000 wurden Gleise und Bahnsteige grundlegend umgebaut. Die Züge nach Pößneck fuhren von einem Behelfsbahnsteig außerhalb des Bahnhofs. Am Streckenkilometer 45,6 der Saalbahn entstand eine Bauweiche, ein Zugschlussmeldeposten, der Meldung nach Orlamünde gab, und eine Überleitstelle. Vom Stellwerk Oo aus wurde der Befehl zum Stellen der Weiche erteilt. Zwischen km 45,6 und Rudolstadt war vom 12. bis zum 18. Februar 2000 nur eingleisiger Betrieb möglich. Die Züge durchfuhren den Bahnhof ohne Halt, da der Bau des neuen Zwischenbahnsteigs zeitgleich stattfand. Nach dem Umbau verblieben auf der nördlichen Bahnhofsseite für den Gleiswechsel der Züge aus Jena nach Pößneck drei Weichen, auf der südlichen Seite vier. Neben den zwei durchgehenden Hauptgleisen der Saalbahn gibt es noch Gleis 3. Es ist das 530 Meter lange Gleis der Orlabahn, das als Überholgleis für den Güterverkehr dienen kann.
Im Herbst 2003 wurde am südlichen Ende des Bahnsteigs 1 ein Gebäude für die elektronische Stellrechentechnik errichtet. Am 6. Dezember 2003 wurde eine neue Signalbrücke in Betrieb genommen. Mit der im Herbst 2004 Inbetriebnahme der elektronischen Fernsteuerung wurden die beiden Stellwerke stillgelegt. Seitdem ist der Bahnhof in Orlamünde unbesetzt.

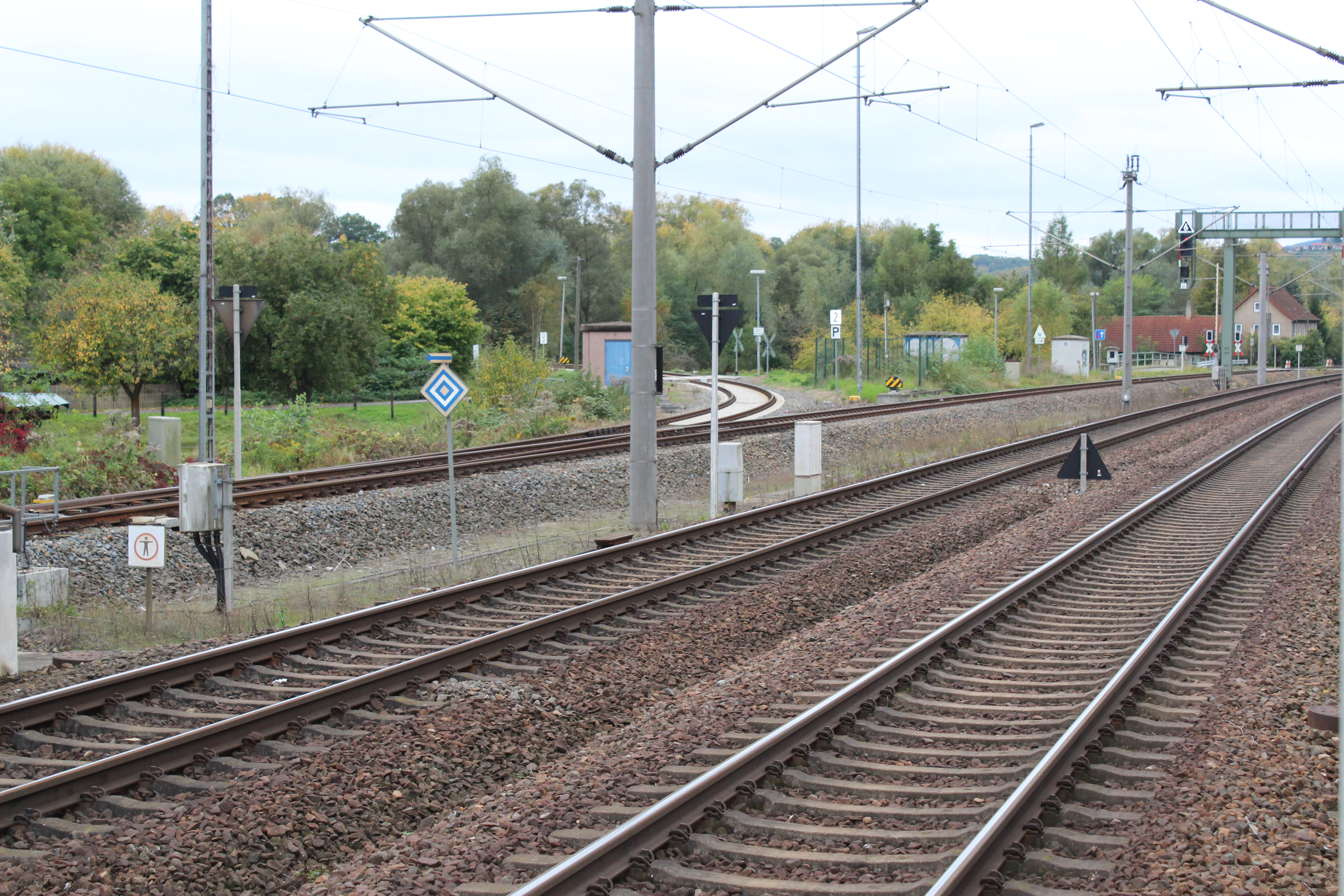
Abzweig der Orlabahn (2017)

## Stellwerke
| Bezeichnung | Funktion | Typ                                  | Inbetriebnahme    | Außerbetriebnahme |
| ----------- | -------- | ------------------------------------ | ----------------- | ----------------- |
| Oo          | Fdl      | mechanisches Stellwerk, Bauart Jüdel | zw. 1907 und 1935 | 31.10.2004        |
| Ow          | Ww       | mechanisches Stellwerk, Bauart Jüdel | 1935              | 31.10.2004        |

## Verkehrsanbindung
Im Fahrplanjahr 2024 wird der Bahnhof Orlamünde von folgenden Linien bedient:
| Linie | Linienverlauf                                                                | Takt (min)             | EVU             |
| ----- | ---------------------------------------------------------------------------- | ---------------------- | --------------- |
| RE 14 | Camburg – Jena – Orlamünde – Saalfeld – Bamberg – Nürnberg                   | einzelner Zug Die.-Do. | DB Regio Bayern |
| RB 25 | Halle – Merseburg – Weißenfels – Naumburg – Geschwätz – Orlamünde – Saalfeld | 060                    | Abellio         |
| RB 28 | Jena Saalbf – Rothenstein – Kahla – Orlamünde – Pößneck                      | 120                    | Erfurter Bahn   |